# Castello di Kisimul
Il castello di Kisimul (o Kiessimul; in inglese: Kisimul Castle o Kissiemul Castle; in gaelico scozzese: Caisteal Chiosmuil, ovvero "castello della roccia della baia") è un castello fortificato situato sull'isolotto di Kisimul, al largo del villaggio scozzese di Castlebay, nell'isola di Barra (Ebridi Esterne), e fatto costruire nel XV-XVI secolo dal clan Mac Neil. Noto come il "castello nel mare", è l'unico esempio significativo di castello medievale rimasto nelle isole Ebridi Esterne.
Il castello è ora gestito dallo Historic Environment Scotland.

## Storia

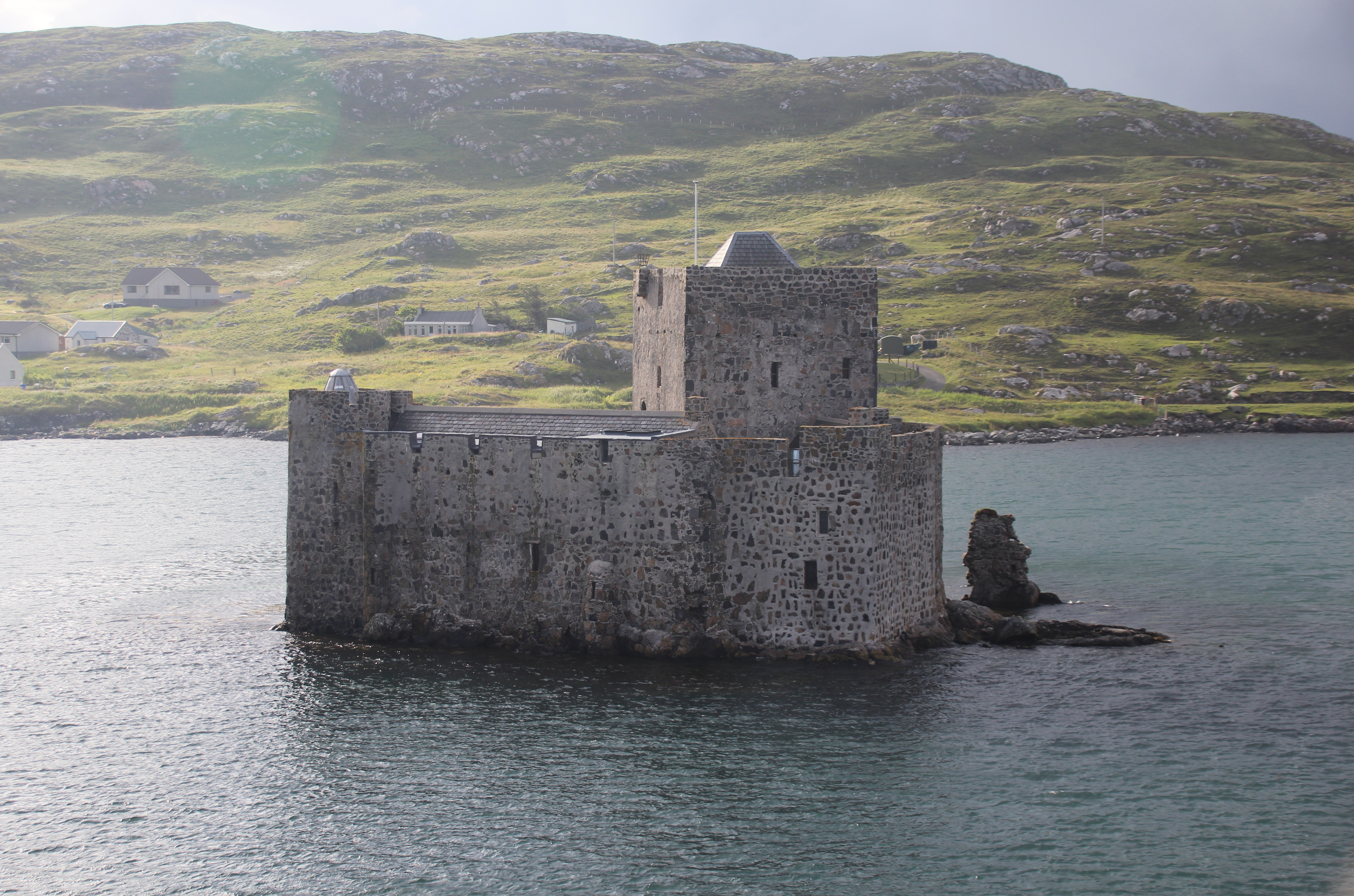
Veduta del castello di Kisimul

Le prime fortificazioni nel luogo dove sorge la fortezza risalgono forse già al XIII secolo o addirittura all'XI secolo: tali fortificazioni comprendevano probabilmente anche una cappella dedicata a San Cieran:
La costruzione del castello attuale iniziò però solo dopo il 1427, quando Alexander MacDonald, signore delle Isole cedette la proprietà dell'isola di Barra a Gilleonan MacNeil.
Tra la fine del XV secolo e gli inizi del XVI secolo, fu aggiunta all'edificio una cucina.
In seguito, nel corso del XVI e del XVII secolo, il castello subì vari attacchi da parte dei nemici del clan MacNeil, che alla metà del XVIII secolo abbandonarono l'edificio. Alla fine del XIX secolo, il castello si trovava in stato di rovina.
Nel 1838, il castello di Kisimul, assieme al resto dell'isola di Barra, cessò di essere di proprietà del clan MacNeil, dopo che Roderick MacNeil, quarantesimo capo del clan, finito in bancarotta, fu costretto a vendere i terreni al colonnello Gordon di Cluny.
Nel 1937, il castello di Kisimul tornò ad essere di proprietà del clan MacNeil, quando venne acquistato, assieme a gran parte delle proprietà dell'isola di Barra, dall'architetto Robert Lister MacNeil, quarantacinquesimo capo del clan.
In seguito, il castello fu sottoposto ad un'ampia opera di restauro, che terminò negli anni settanta del XX secolo.
Con la nuova proprietà, il castello era aperto al pubblico soltanto un paio di pomeriggi la settimana. Il 31 marzo 2000, il clan MacNeil cedette la gestione del castello all'istituzione Historic Scotland (l'attuale Historic Environment Scotland) per i 1.000 anni successivi.

## Architettura

### Esterni
La parte più antica dell'edificio è rappresentata da una torre a tre piani.
Vicino alla torre del castello, che rappresenta la parte più antica dell'edificio, si trova la cappella di San Cirian, dove sono sepolti esponenti del clan MacNeil.
All'esterno dell'edificio, si trova inoltre un monumento dedicato a Robert MacNeil e un monumento dedicato a Henry Slack MacNeil (1917-1983).

### Interni
Nella sala principale, campeggia lo stemma del clan MacNeil. Nella sala, si trova inoltre una collezione di fucili.